# Чорнопотіцька сільська рада (Іршавський район)
| Чорнопотіцька сільська рада — колишній орган місцевого самоврядування у Іршавському районі Закарпатської області з адміністративним центром у с. Чорний Потік. Сільська рада розташована в гірській частині під Великодільським пасмом. Сільській раді підпорядковані населені пункти: - с. Чорний Потік - с. Крайня Мартинка - с. Локіть - с. Підгірне - с. Смологовиця |

## Склад ради
Рада складається з 14 депутатів та голови.

## Керівний склад сільської ради
| ПІБ                    | Основні відомості                                                               | Дата обрання | Дата звільнення |
| ---------------------- | ------------------------------------------------------------------------------- | ------------ | --------------- |
| Пальок Василь Іванович | Сільський голова, 1977 року народження, освіта                                  | 26.03.2006   | 31.10.2010      |
| Манайло Євген Іванович | Сільський голова, 1970 року народження, освіта середня спеціальна, безпартійний | 31.10.2010   |                 |

Примітка: таблиця складена за даними джерела

## Архітектурні та історичні пам'ятки
- Пам'ятник партизанам в с. Чорний Потік
- дерев'яна Введенська церква побудована в 1734 р. в с. Локіть

## Природні багатства
Розвідані поклади андезиту та базальту, залізні руди, кішвар (сировина для виготовлення ртуті), поклади нафти та газу.

## Відомі вихідці
- Пинзеник В. А. — доктор економічних наук народний депутат України
- М. Ф. Фегер — заслужений учитель України, завідувачка краєзнавчого музею
- Ю. М. Глеба — командир розвідки партизан
- Лендєл І. Ю. — учитель, партизан-розвідник
- В. В. Бурч — учитель, партизан

## Населення
Згідно з переписом УРСР 1989 року чисельність наявного населення сільської ради становила 3387 осіб, з яких 1618 чоловіків та 1769 жінок.
За переписом населення України 2001 року в сільській раді мешкала 3361 особа.

### Мова
Розподіл населення за рідною мовою за даними перепису 2001 року:
| Мова       | Відсоток |
| ---------- | -------- |
| українська | 99,14 %  |
| російська  | 0,74 %   |
| білоруська | 0,03 %   |
| вірменська | 0,03 %   |
| польська   | 0,03 %   |